# Pons de Capduelh
Pons de Capduelh (fl....1190-1237 ...) fou un trobador occità. Se'n conserven vint-i-set composicions.

## Vida
Pons de Capduelh apareix en documents d'arxiu entre 1189 i 1220, llatinitzat en Pontius de Capitolio. Era originari de Chaptuèlh a l'Alvèrnia. Se sap que era vassall del bisbe Robert de Clarmont, de qui tenia el castell de Verteson, a través de la seva dona. Després s'enfrontà amb el bisbe i es posà de part del germà del prelat, Guiu II d'Alvèrnia. Encara que en la cançó de croada (375,22) So c'om plus vol e plus es volontos manifesti la intenció de prendre-hi part, no se'n té constància documental. La informació de la vida respecte d'aquesta qüestió pot ser treta de la poesia. Aquesta cançó de croada So c'om plus vol s'ha datat el 1213, abans de la batalla de Muret, ja que va dirigida al rei Pere.
Es conserva una vida de Pons de Capduelh que indica que era originari del mateix bisbat que Guilhem de Saint-Leidier, és a dir la de Puy (lo Puèi de Velai) on es troba efectivament Chaptuèlh, i que era un bon cavaller però no gaire ric. També diu que estimà Azalais de Mercuor, muller d'Oisil de Mercuor, i que, quan ella morí, anà de croat a ultramar i allà morí No es pot documentar que anés a la croada, però sí que és cert que dedicà un planh a Azalais (375,7 De totz chaitius son eu aicel que plus). Aquest planh es data de 1237.
Pons de Capduelh apareix mencionat en la poesia del cavaller imaginari d'Elias de Barjols, de vers 1190 i també apareix en relació amb altres trobadors com Folquet de Marsella a qui dirigí alguna poesia, i podria haver tingut relació literària amb Guillem de Berguedà si el personatge a qui dirigeix una poesia, amb un senhal, és realment el trobador català.

## Obra

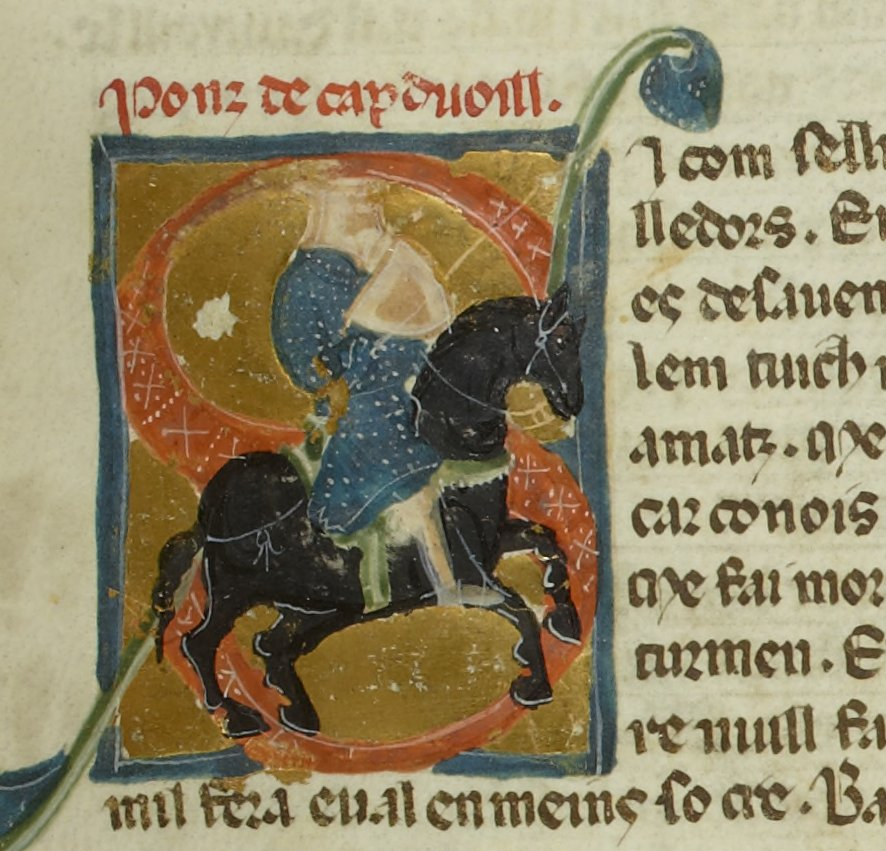
BnF ms. 854 fol. 73; cançoner I

Es conserven 27 composicions de Pons de Capduelh. La majoria són cançons, amb l'excepció d'un descort, tres cançons de croada i un planh.
Es conserva la música de quatre de les seves composicions: 375,14, 375,16, 375,19 i 375,27.

### Cançons
- (375,1)[3] Aissi m'es pres con sellui, que cerquan
- (375,3) Astrucs se cel cui amors ten jojos
- (375,4) Ben es fols cel que reingna
- (375,5) Ben sai que per sobrevoler
- (375,6) Coras que·m tengues jauzen
- (375,9) Ges per la coindeta saison
- (375,10) Humils e francs e fis soplei vas vos
- (375,11) Ja non er hom tan pros
- (375,12) L'adregz solatz e l'avinens
- (375,13) L'amoros pensamens
- (375,14) Lials amics, cui amors ten jojos
- (375,15) Ma dona·m ditz qu'ieu fatz orguelh
- (375,16) Miels c'om no pot dir ni pensar
- (375,17) Per joy d'amor e de fis amadors
- (375,18) Qui per nesi cuidar
- (375,19) S'ieu fis ni dis nuilla saisso
- (375,20) Si com sellui c'a pro de valledors
- (375,21) Se (Si) totz los gaugs e·ls bes
- (375,23) Tant m'a donat fin cor e ferm voler
- (375,24) Tant mi destrenh uns
- (375,25) Tuit dison qe·l temps de pascor
- (375,27) Us guays conortz me fai guayamen far

### Cançó de croada
- (375,2) Ar nos sia capdels e garentia
- (375,8) En honor del pair' en cui es
- (375,22) So c'om plus vol e plus es volontos

### Planh
- (375,7) De totz chaitius son eu aicel que plus

### Descort
- (375,26) Un gai descort tramet lei cui desir

### Repertoris
- Guido Favati (editor), Le biografie trovadoriche, testi provenzali dei secc. XIII e XIV, Bologna, Palmaverde, 1961, pàg. 237
- Martí de Riquer, Vidas y retratos de trovadores. Textos y miniaturas del siglo XIII, Barcelona, Círculo de Lectores, 1995 p. 164-171 [Reproducció de la vida i una razó, amb traducció a l'espanyol, i miniatures dels cançoners A, I i K]
- Alfred Pillet / Henry Carstens, Bibliographie der Troubadours von Dr. Alfred Pillet […] ergänzt, weitergeführt und herausgegeben von Dr. Henry Carstens. Halle : Niemeyer, 1933 [Pons de Capduelh és el número PC 375]